# Протофашизам
Протофашизам (или прафашизам) је појам који означава политичке и идеолошке претече, односно претходнике фашизма. Пошто је фашизам добио коначне облике непосредно након Првог светског рата, појам "протофашизам" се првенствено употребљава за означавање старијих политичких покрета екстремно десног усмерења, чија се идеологија заснивала на корпоративизму, радикалном популизму, националној и верској нетрпељивости и залагању за употребу принудних и насилних метода у решавању друштвених и политичких проблема.
Појмови "протофашизам" и "прафашизам" (односно "прото-фашизам" и "пра-фашизам") су синоними и употребљавају се за означавање разних екстремних политичких покрета који су деловали у другој половини 19. и почетком 20. века углавном у европским земљама, као што су Италија, Француска, Немачка и Аустроугарска. Међу протофашистичке организације се убрајају: Немачка националистичко-радничка асоцијација (основана 1893), Италијанска националистичка асоцијација (основана 1910), Немачка националистичка народна партија (основана 1918) и друге. Један од главних заједничких идеолошких именитеља протофашистичких покрета огледо се у екстремном национализму, односно шовинизму, који се неретко испољавао у виду антисемитизма или антиславизма. Такође, протофашистички покрети су по правилу били повезани са екстремним клерикализмом и одликовала их је верска искључивост и нетрпељивост.
На јужнословенским просторима, најизразитији представници протофашзма су крајем 19. и почетком 20. века били Анте Старчевић и Јосип Франк који су предводили екстремну шовинистичку струју у оквиру хрватске Странке права. Њихова идеологија заснивалла се на антисемитизму и србофобији, као и на непријатељству према православљу. Протофашистичка природа "франковачког" покрета дошла је до изражаја током масовних и екстремно насилних антисрпских демонстрација у Загребу у лето 1902. године.